# Cosa Nostra (musikgrupp)
Cosa Nostra var ett punkband från Mariestad som bildades 1990 med Magnus Bjurén och Bonni Pontén från Asta Kask. Övriga medlemmar var Nicke Bjurén och Svein Lister som senare ersattes av Peter Andersson. Bandet hade först kontrakt med Rosa Honung, men bytte skivbolag 1998 till Birdnest Records och släppte skivan Gudfadern. Bandet splittrades 2000. Magnus Bjurén gick vidare till bandet Deny.

## Medlemmar
- Bonni Pontén (gitarr, sång)
- Magnus Bjurén (trummor)
- Nicke Bjurén (bas, sång 90-98)
- Svein Lister (gitarr, sång 90-96)
- Peter Andersson  (gitarr 96-00)
- Jens Atterling (bas 98-00)
- Micke Dahl (gitarr 90-90)

## Diskografi
- 1992 - Rock Mot Tiden (EP)
- 1993 - Under Ytan (LP)
- 1993 - 1000 dB (bild-maxi)
- 1994 - Eldar
- 1996 - Förlåt mor och far (CD:s)
- 1996 - Broderskap
- 1999 - Gudfadern